# Dasha (socken)
Dasha (kinesiska: 大沙乡, 大沙) är en socken i Kina. Den ligger i provinsen Sichuan, i den sydvästra delen av landet, omkring 370 kilometer öster om provinshuvudstaden Chengdu. Antalet invånare är 7 059. Befolkningen består av 3 502 kvinnor och 3 557 män. Barn under 15 år utgör 25,0 %, vuxna 15-64 år 59 %, och äldre över 65 år 15,0 %.
Genomsnittlig årsnederbörd är 1 660 millimeter. Den regnigaste månaden är september, med i genomsnitt 325 mm nederbörd, och den torraste är december, med 10 mm nederbörd.